# Julius Plücker
Julius Plücker (n. 16 iulie 1801, Elberfeld, Comitatul de Berg – d. 22 mai 1868, Bonn, Regatul Prusiei) a fost matematician și fizician german, cunoscut mai ales pentru contribuțiile sale în domeniul geometriei analitice. A fost unul din pionierii cercetării în domeniul radiației catodice, pe care a descoperit-o în 1859 și care ulterior a condus la descoperirea electronului).

## Biografie
S-a născut la Elberfeld. A studiat la Düsseldorf, apoi la universitățile de la Bonn, Heidelberg, Berlin, urmând ca în 1823 să meargă la Paris. Acolo intră în marea școală de geometri franceză, fondată de Gaspard Monge.
L-a avut ca îndrumător de doctorat pe Christian Ludwig Gerling.
În 1825 se întoarce la Bonn, iar în 1828 devine profesor de matematică.
În 1832 activează la Friedrich-Wilhelms-Gymnasium în Berlin, iar în anul următor intră ca profesor la Halle (Saale).
În 1847 devine profesor de fizică la Bonn unde rămâne până la sfârșitul vieții. În perioada 1866 - 1868, îl are ca asistent pe strălucitul matematician Felix Klein.

## Opera
În 1828 publică primul volum din Analytisch-geometrische Entwickelungen, în care introduce metoda notațiilor simplificate. În al doilea volum, apărut în 1831, pune bazele teoriei dualității proiective.
În 1858 publică descrierea primelor sale cercetări privind acțiunea câmpului magnetic asupra descărcării electrice în gaze rarefiate.

## Apreciere
Ca apreciere a operei și meritelor sale, în 1866 i se conferă Medalia Copley din partea Royal Society.